# Herkanóc
Herkanóc (horvátul: Hrkanovci Đakovački) falu Horvátországban, Eszék-Baranya megyében. Közigazgatásilag Trnavához tartozik.

## Fekvése
Eszéktől légvonalban 50, közúton 65 km-re, Diakovártól légvonalban 18, közúton 24 km-re délnyugatra, községközpontjától 5 km-re nyugatra, Szlavónia középső részén, a Dilj-hegység délkeleti lejtőin, a Mućkovac-patak völgyében fekszik. Településrészei: Lisnik, Novi Hrkanovci és Slakovac.

## Története
Határában már az ókorban kisebb római telep, valószínűleg villagazdaság volt. A falutól 800 méterre nyugatra, Slakovac mellett 2-300 méterre, 145-150 méteres magasságban két vízforrás található, Vrelce és Jezero. Ezek közelében viszonylag szerény mennyiségű ókori építőanyag mellett római pénzeket találtak.
A település a középkorban is létezett. 1422-ben „Hertonowcz”, 1428-ban „Herkanocz”, 1474-ben „Herkenovcz” alakban említik a korabeli forrásokban. Névna várának tartozéka volt. Lakossága a török hódítást is átvészelte, de 1683-ban a Bécs felé vonuló török sereg feldúlta és lakossága elmenekült. A török kiűzése után 1695-ben Boszniából pravoszláv vlachok telepedtek itt le. 1702-ben 18 pravoszlávok által lakott házat számláltak a településen. A falu elszigeteltsége ellenére a 18. században lakossága megkétszereződött. 1758-ben 28 régi lakosok és 3 új jövevények által lakott ház állt a faluban. A 19. század első felében fejlődését a hajdúk betörései hátráltatták.
Az első katonai felmérés térképén „Herkanovcze” néven található. Lipszky János 1808-ban Budán kiadott repertóriumában „Harkanovcze” néven szerepel. Nagy Lajos 1829-ben kiadott művében „Harkanovcze” néven 43 házzal, 1 katolikus és 254 ortodox vallású lakossal találjuk.
A településnek 1857-ben 272, 1910-ben 357 lakosa volt. Verőce vármegye Diakovári járásának része volt. Az 1910-es népszámlálás adatai szerint lakosságának 71%-a szerb, 26%-a horvát anyanyelvű volt. Az első világháború után 1918-ban az új szerb-horvát-szlovén állam, majd később (1929-ben) Jugoszlávia része lett. 1991-től a független Horvátországhoz tartozik. 1991-ben lakosságának 83%-a szerb, 17%-a horvát nemzetiségű volt. 2011-ben a településnek 136 lakosa volt.

## Lakossága
| Lakosság változása | Lakosság változása | Lakosság változása | Lakosság változása | Lakosság változása | Lakosság változása | Lakosság változása | Lakosság változása | Lakosság változása | Lakosság változása | Lakosság változása | Lakosság változása | Lakosság változása | Lakosság változása | Lakosság változása | Lakosság változása |
| ------------------ | ------------------ | ------------------ | ------------------ | ------------------ | ------------------ | ------------------ | ------------------ | ------------------ | ------------------ | ------------------ | ------------------ | ------------------ | ------------------ | ------------------ | ------------------ |
| 1857               | 1869               | 1880               | 1890               | 1900               | 1910               | 1921               | 1931               | 1948               | 1953               | 1961               | 1971               | 1981               | 1991               | 2001               | 2011               |
| 272                | 289                | 248                | 238                | 285                | 357                | 403                | 1.036              | 681                | 710                | 616                | 413                | 325                | 288                | 191                | 136                |

## Oktatás
A faluban 1903-ig nem volt iskola, de a gyerekek időnként Lapovciba járnak iskolába. 1903-ban egy parasztházban nyitották meg első iskoláját. Az iskolában nehéz volt az oktatás a tanulók elégtelen ismeretei miatt, melyet a szülők is elhanyagoltak. A gyerekek többnyire otthon segítették a szülőket, így szabálytalanul látogattak az órákra. Az, hogy hány gyermek vett részt az oktatásban, csak 1958 óta ismeretes, amikor 76 tanulója volt az iskolának. Az 1964-es földrengés után új iskolaépületet építettek, amelyben az órákat két műszakban tartották, de a tanulók száma évről évre csökkent. Végül csak a trnavai Strossmayer általános iskola alsó tagozatos területi iskolája működött itt, melyet a 2018/19-es tanév után bezártak.